# No (Kana)
の in Hiragana oder ノ in Katakana sind japanische Zeichen des Kana-Systems, die beide jeweils eine Mora repräsentieren. In der modernen japanischen alphabetischen Sortierung stehen sie an der 25. Stelle. Die Form beider Kana ist vom Kanji 乃 abgeleitet und beide stellen [no] dar. Im Japanischen kommt dem Hiragana の als Partikel der Possession eine besondere Bedeutung zu.
| Form                    | Rōmaji     | Hiragana                   | Katakana                   |
| ----------------------- | ---------- | -------------------------- | -------------------------- |
| Normal n- (な行 na-gyō) | no         | の                         | ノ                         |
| Normal n- (な行 na-gyō) | nou noo nō | のう, のぅ のお, のぉ のー | ノウ, ノゥ ノオ, ノォ ノー |

## Strichfolge

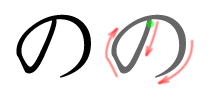
Strichfolge für の

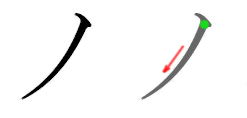
Strichfolge für ノ

|  |  |

## Weitere Darstellungsformen
- In japanischer Brailleschrift:
- Der Wabun-Code ist ・・－－
- In der japanischen Buchstabiertafel wird es als „野原のノ“ (Nohara no No) buchstabiert, wobei Nohara japanisch für „Wildnis“ ist.